# One False Note
One False Note (Brasil: Uma Nota Errada / Portugal: Uma Nota Desafinada) é o segundo livro da série The 39 Clues. Foi escrito por Gordon Korman e publicado nos Estados Unidos pela Scholastic em 3 de Dezembro de 2008. , e no Brasil pela Editora Ática em 2010. 

## Sinopse
A SORTE ESTÁ LANÇADA. E A AVENTURA ESTÁ SÓ COMEÇANDO. 
Depois de quase morrerem em Paris, Amy e Dan finalmente conseguem a primeira das 39 pistas - e uma preciosa dica para chegar à segunda. Mas que mensagem secreta pode estar escondida em uma partitura de Mozart? Só indo a Viena, cidade onde viveu o músico, para descobrir. Pena que seus traiçoeiros parentes tiveram a mesma ideia... Na disputa pelo maior tesouro de todos os tempos, os irmãos Cahill vão passar também pela romântica Veneza. Mas não espere por cenas de amor nos canais da cidade: só a adrenalina faz os corações baterem mais forte nesta aventura, em que grandes segredos - como a base secreta de um dos clãs da família - estão para ser revelados. 